# 金炯来
金 炯来（キム・ヒョンネ、朝鮮語: 김형래/金炯來、1940年1月4日 - 2010年2月25日）は、大韓民国の政治家。第11・12代韓国国会議員。
本貫は扶寧金氏、号は后伯（フベク、후백）。キリスト教徒。

## 経歴
日本統治時代の全羅北道井邑郡（現・全北特別自治道井邑市）出身。全州高等学校、中央大学校法政大学行政学科、同大学院卒（行政学修士）。高麗大学校経営大学院最高経営者課程修了、ソウル大学校行政大学院国家指導者課程修了。明知大・京畿大・中央大講師、新民党「民主前線」編集局長・党首公報政策補佐役・政務委員、国会総務室専門委員、民推協常任運営委員、民主韓国党副報道官・建設分科委員長・江南地区党組織責任者・党報編輯局長、国会予決委員、統一民主党江南地区党委員長・院内副総務、民主党政務委員・報道官、道徳政治国民運動本部副総裁、世界芸能交流協会総裁、国民体育振興公団常任顧問、大韓民国憲政会報道官などを務めた。
2010年2月25日、持病により死去。享年70。